# تالزمت
تالزمت هي جماعة قروية في إقليم بولمان بجهة فاس مكناس. وهي تضم ... نسمة، حسب الإحصاء العام للسكان والسكنى لسنة 2014.

## دواوير الجماعة
- آيت لحسن
- آيت أيوب
- آيت بنعيسى